# 恶魔的证明
恶魔的证明（拉丁語：probatio diabolica）是指法律所要求的、却无法完成的证明。在古代，与恶魔的证明相对的是神圣的证明（probatio divina）。

## 类似的命题
- 夜间倍增：假设所有人晚上睡着，所有事物的尺寸大小扩大一倍，包括一切测量仪器等。这一现象发生了却无法被证明。[3]
- 桶中之腦：当你睡着时，你的大脑被技艺高超的医生与科学家取下，放入一缸营养液中，大脑连接这电极，模拟信号传入大脑，比如你想掐自己一下时，便有相应的信号传入大脑。你无法否认实际情况不是这样的。
- 亨普尔的乌鸦：亨普尔的乌鸦是一个经典的乌鸦悖论，它是要证明所有的乌鸦都是黑色的。显然，找到所有的乌鸦是不可能的，这时，需要利用反证找到不是黑色的乌鸦，或者证明“所有不是黑色的东西都不是乌鸦”。

## 在法律上的意義
在法律上，指的是法律權利被推定後卻難以用反證推翻的情形。
例如刑事訴訟上，被告在還沒經過審判證明其有罪，且該有罪判決確定前，應該被推定為無罪。然而檢察官、法官都難以抗拒對被告「有罪推定」的人性，因此實務上很常出現必須由被告來證實自己無罪的情況。

## 衍生

### 动漫作品
- 《海猫鸣泣之时》中在讲述魔女是否杀人时提到了恶魔的证明。
- 《怪物王女》第5集漫畫中提到惡魔的證明，是對於證明完全沒有的事情是十分困難的。
- 《異世界法庭》第12話漫畫中主角針對對方的問題，提到這是惡魔的證明
- 《心靈判官》第二季第五集集數名稱即為惡魔的證明
- 《歡迎來到實力至上主義的教室》第一季第五集輕小說堀北面對誣告曾提到惡魔的證明
- 《憂國的莫里亞蒂》於動畫中第一季第10話之兩名偵探第一幕，福爾摩斯說道自己是開玩笑，並說出「這完全就是惡魔的證明」